# Lars Bak
Lars Ytting Bak (nascido em 16 de janeiro de 1980) é um ciclista profissional dinamarquês, que atualmente corre para a equipe belga Lotto-Belisol.
Terminou em segundo lugar na competição Volta à Polónia de 2008.
Em 2012, Bak venceu a 12ª etapa do Giro d'Italia.